# BbPress
bbPress é um software de fórum, livre e código aberto, de propriedade da Automattic.
Em 2004, Matt Mullenweg escreveu o bbPress após procurar um aplicativo de fórum que preenchesse seus requisitos, como usar padrões web de escrita de HTML e CSS.

## Características
Inicialmente como uma aplicação autônoma, o bbPress oferece recursos de um sistema de fórum simples, extensível através de vários plugins.
A atual versão como um plugin WordPress, possui integração com o Akismet, BuddyPress, API para desenvolvedores, além de funcionalidades de importação para migrantes de outros sistemas.
Como o WordPress, a interface do fórum funcionava através de temas próprios, mas desde que se tornou um plugin, o sistema é capaz de se adaptar a qualquer tema em uso.

## Lançamentos
Do mesmo modo que no WordPress, cada lançamento é nomeado para homenagear músicos de Jazz:
Nota: A tabela a seguir não relata as vesões intermediárias ou subversões.
| Versão | Codinome | Data de Lançamento   | Notas |
| ------ | -------- | -------------------- | --- |
| 0.72   | Bix      | 14 de Outubro, 2006  | Com este lançamento, o bbPress deixe a versão alfa. É oferecido com proteção antispam, uma interface limpa e simples e integração ao WordPress. |
| 0.8    | Desmond  | 8 de Fevereiro, 2007 | Desmond adicinou exclusão de fóruns, tags multibytes e um melhor suporte a fuso horários. |
| 0.9    | Brubeck  | 3 de Abril, 2008     | Esta versão caracterizou um instalador, suporte embutido a Gravatar, novo formato de data e hora e também integração ao WordPress 2.5. |
| 1.0    | Bechet   | 3 de Julho, 2009     | Trouxe melhorias na usabilidade, como também uma interface de administração mais semelhante a do WordPress, suporte nativo ao WordPress 2.7 e 2.8 e comportamento semelhante também para tratar links permanentes e atualizações ao arquivo .htaccess. Esta versão contém subversões 1.0.1, 1.0.2 e a última estável 1.0.3. |
| 2.0    |          | 12 de Setembro, 2011 | Disponível como candidato a lançamento de número 5, desde a versão anterior houve várias melhorias e modificações como integração ao sistema BuddyPress. Este é primeiro lançamento creditado como estável e utilizável oficialmente, segundo o desenvolvedor líder..                                                       |

Em Outubro de 2009, Matt Mullenweg, um dos líderes de desenvolvimento, publicou uma nota afirmando que o desenvolvimento do aplicativo não estava abandonado, mas que o esforço atual, era torná-lo um plugin para WordPress para que mais pessoas pudessem usá-lo
. Desde então, a versão 2.0 (candidato a lançamento 5) é disponibilizada como tal.